# تینا گوستافسون
تینا گوستافسون (سوئدی: Tina Gustafsson؛ زادهٔ ۳۰ سپتامبر ۱۹۶۲) شناگر اهل سوئد است.